# Ulrich von Friedingen

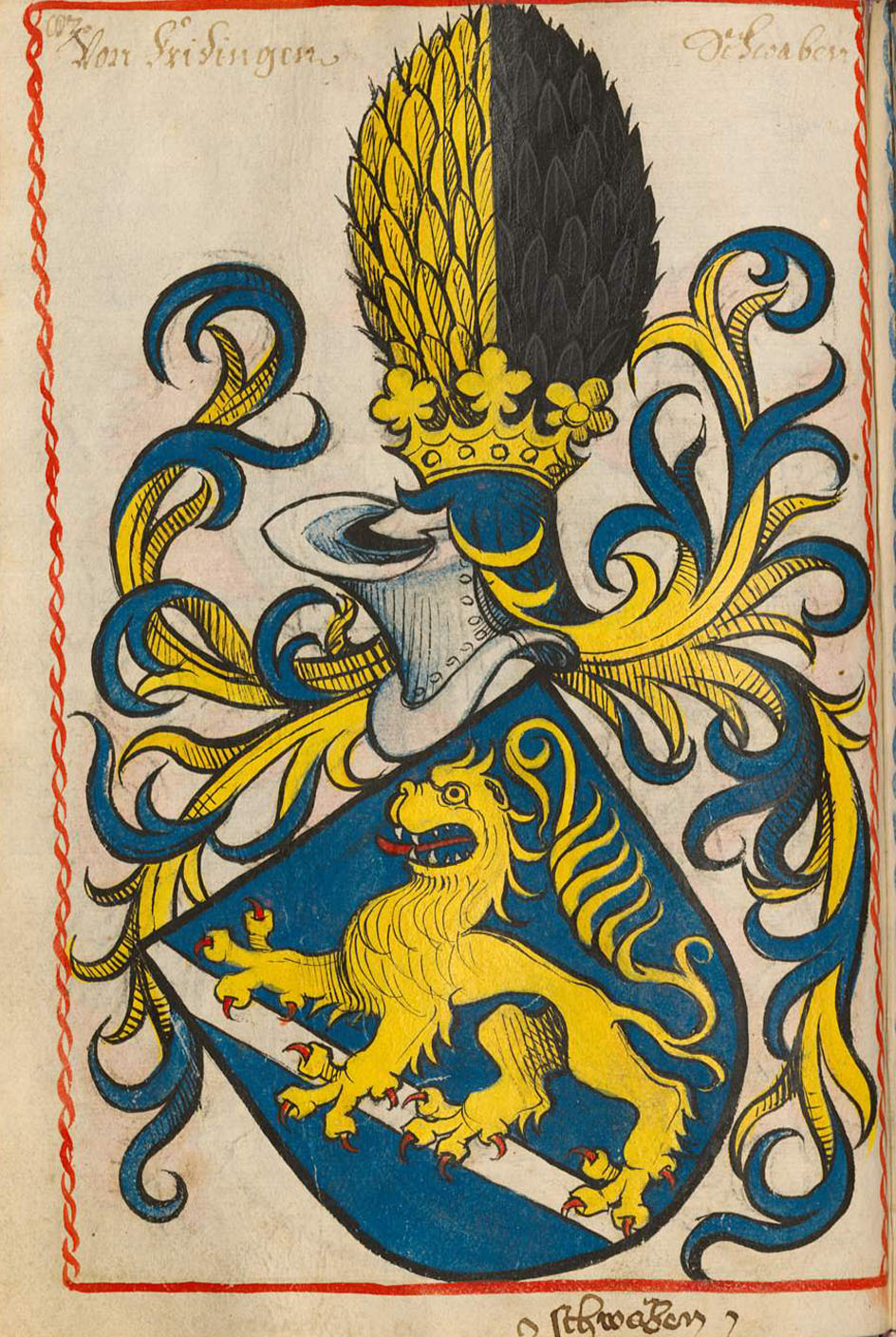
Friedinger Wappen im Scheiblerschen Wappenbuch von 1450

Ulrich von Friedingen, auch Ulrich II. von Friedingen († 5. Juni 1358) war gewählter Bischof von Konstanz von 1356 bis 1357.

## Familie
Ulrich von Friedingen stammt aus einer altadligen, edelfreien Hegauer Familie, der Herren von Friedingen, ab. Die Friedinger waren sechzig Jahre lang die Herren über Radolfzell und mit ihren Vorfahren, die sich noch nicht nach Friedingen nannten, über fünfhundert Jahre lang die Herren über Singen am Hohentwiel. Das Geschlecht verlor im 15. Jahrhundert an Bedeutung.

## Leben
Ulrich II. von Friedingen, geboren um das Jahr 1304, war ein jüngerer oder der jüngste Sohn Hans I. von Friedingen. Er wurde bereits im Alter von elf Jahren Pfarrer in Friedingen, obwohl er noch keine kirchliche Weihe hatte. Mit 18 Jahren, zwischenzeitlich geweiht, erhielt er zusätzlich die Pfarrei St. Peter und Paul in Mühlhausen. 1324 wurde Ulrich für ein Studium in Bologna immatrikuliert, das durch seine Pfarreien in Friedingen und Mühlhausen finanziert wurde. 1328, im Alter von 24 Jahren, bekam er eine Domherrenstelle in Freising und zu unbekannter Zeit auch das Archidiakonat am Freisinger Dom, das ihm auch für die Kaplanei St. Thomas in Freising überlassen wurde. 1336 schloss sich die Freisinger Veitskirche an. 1341 wurde Ulrich durch Papst Benedikt XII., der in Avignon residierte, auf eine Domherrenstelle in Konstanz eingesetzt. Zur gleichen Zeit erhält er das Archidiakonat im Breisgau und anschließend die Pfarreien Pfyn, Wigoltingen und Rickenbach im Thurgau und die Kirche St. Paul in Konstanz. Ab 1342 wohnte Ulrich von Friedingen als Konstanzer Domherr in einem „Hof am Schottentor“ Am 5. Februar 1356 wird er zum Bischof von Konstanz gewählt. Da bei dieser Wahl von drei Domherren Graf Albert II. von Hohenberg vorgeschlagen wurde, sich vier Domherren der Stimme enthielten und drei nicht anwesend waren, wurde der Papst in Avignon angerufen. Im Mai 1357 entschied sich der Papst schließlich für Heinrich III. von Brandis.
Ulrich II. von Friedingen ist am 5. Juni 1358 gestorben.

## Weblink
- Ulrich von Friedingen. In: Germania Sacra, Personendatenbank, abgerufen am 22. November 2023.